# Dubai World Central Enterprise Park
Mundo el centro de Dubai Enterprise Park es una parte de Dubai World Central, actualmente en construcción en Dubái, EAU. 
El desarrollo al finalizar proporcionará los institutos de investigación, complejos de oficinas, salas de conferencias y pabellones.El Dubai World Central Enterprise Park, ubicado junto al Aeropuerto Internacional Al Maktoum en Dubai South, continúa en construcción. Según los últimos datos del portal del Departamento de Tierras de Dubai (DLD) de junio de 2025, el parque muestra un progreso certificado de obra, estimado por sus desarrolladores en un 19 %, aunque se espera que alcance la fase 2 para enero de 2031 como parte del plan maestro general